# Нижние Пинячи
Ни́жние Пинячи́ (тат. Түбән Пәнәче) — деревня в Заинском районе Республики Татарстан, в составе Верхнепинячинского сельского поселения.

## Этимология названия
Топоним произошел от татарского слова «түбән» (нижний) и ойконима «Пәнәче» (Пинячи).

## География
Деревня находится на автомобильной дороге регионального значения 16А-0003 «Набережные Челны — Заинск — Альметьевск», в 26 км к северу от районного центра, города Заинска.

## История
Деревня известна с 1710–1711 годов. Первоначальное название – Манди. В дореволюционных источниках упоминается также как Тимерсу-Тамак.
До 1860-х годов жители относились к категории государственных крестьян (из ясачных татар). Их основные занятия в этот период – земледелие и скотоводство, были распространены кустарные промыслы.
В «Списке населенных мест по сведениям 1870 года», изданном в 1877 году, населённый пункт упомянут как деревня Нижние Пинячи 4-го стана Мензелинского уезда Уфимской губернии. Располагалась при речке Авлашке, по левую сторону коммерческого тракта из Бугульмы в село Бетьки, в 68 верстах от уездного города Мензелинска и в 20 верстах от становой квартиры в селе Бережные Челны. В деревне, в 22 дворах жили 126 человек (61 мужчина и 65 женщин, татары), были мечеть, училище. Жители занимались земледелием, скотоводством.
По сведениям начала XX века, в деревне работали водяная мельница, хлебозапасный магазин. В этот период земельный надел сельской общины составлял 372 десятины.
По подворной переписи 1912–1913 годов, из 48 дворов 12 были безлошадными, 35 – одно-, двухлошадными, один имел три рабочие лошади; была зарегистрирована 421 голова крупного рогатого и прочего скота. 14 хозяйств совмещали земледелие с кустарными промыслами.
В период коллективизации в деревне организован колхоз «Тимер-Су».
До 1920 года деревня входила в Ахметьевскую волость Мензелинского уезда Уфимской губернии. С 1920 года в составе Мензелинского, с 1922 года – Челнинского кантонов ТАССР. С 10 августа 1930 года – в Челнинском, с 10 февраля 1935 года – в Заинском, с 1 февраля 1963 года – в Челнинском, с 1 ноября 1972 года в Заинском районах.

## Население
| 1859 | 1870 | 1913 | 1920 | 1926 | 1949 | 1958 | 1970 | 1979 | 1989 | 2002 | 2010 | 2017 |
| ---- | ---- | ---- | ---- | ---- | ---- | ---- | ---- | ---- | ---- | ---- | ---- | ---- |
| 111  | 126  | 256  | 277  | 198  | 117  | 175  | 179  | 117  | 81   | 56   | 50   | 55   |

Национальный состав села: татары.

## Экономика
C 2005 года в селе работают подразделения агрофирмы «Зай» (полеводство).

## Религиозные объекты
Мечеть (с 2000 года).